# Don't Call Me Baby
Singles de Madison Avenue
Who the Hell Are You
(2000)
Pistes de The Polyester Embassy
Who the Hell Are You
(2) Do You Like What You See
(4)
Don't Call Me Baby est une chanson du groupe australien Madison Avenue sortie le 1er novembre 1999 sous le major EMI Group. 
La chanson a été écrite, composé par Cheyne Coates, Andy Van Dorsselaer, Duane Morrison et produite par Andy Van Dorsselaer. Don't Call Me Baby est le plus grand succès du groupe se classant numéro un en Australie, en Nouvelle-Zélande, au Royaume-Uni. Numéro un dans les classements dance au Canada et aux États-Unis, le Hot Dance Music/Club Play. La chanson est la 31e meilleure vente de la décennie 2000-2009 inclus. La chanson utilise un sample de la chanson Ma quale idea de l'artiste italo disco Pino d'Angiò qui à son tour s'appuie de Ain't No Stoppin' Us Now des McFadden & Whitehead.

## Liste des pistes
Australie /  Nouvelle-Zélande Single
1. "Don't Call Me Baby" (Original 7" mix)
2. "Don't Call Me Baby" (12" mix)
3. "Don't Call Me Baby" (dub)
4. "Don't Call Me Baby" (Alexander Purkart Meets the Plastic Park remix)
5. "Don't Call Me Baby" (Dronez Old School vocal mix)

 Royaume-Uni Single
1. "Don't Call Me Baby" (Original Mix Edit)
2. "Don't Call Me Baby" (Armin Van Buuren's stalker mix)
3. "Don't Call Me Baby" (Madison Babe from outta space remix)

## Performance dans les hit-parades
| Classement (1999-2000)                                  | Meilleure position |
| ------------------------------------------------------- | ------------------ |
| Australie (ARIA)                                        | 2                  |
| Belgique (Flandre Ultratop 50 Singles)                  | 16                 |
| Belgique (Wallonie Ultratop 50 Singles)                 | 23                 |
| Canada Dance (RPM)                                      | 1                  |
| France (SNEP)                                           | 41                 |
| Irlande (IRMA)                                          | 4                  |
| Pays-Bas (Single Top 100)                               | 22                 |
| Nouvelle-Zélande (RIANZ)                                | 1                  |
| Norvège (VG-lista)                                      | 3                  |
| Suède (Sverigetopplistan)                               | 47                 |
| Suisse (Schweizer Hitparade)                            | 38                 |
| Royaume-Uni (The Official Charts Company)               | 1                  |
| États-Unis Billboard Hot 100                            | 88                 |
| États-Unis Billboard Hot Dance Music/Club Play          | 1                  |
| États-Unis Billboard Hot Dance Music/Maxi-Singles Sales | 4                  |
| États-Unis Billboard Latin Pop Airplay                  | 22                 |
| États-Unis Billboard Latin Tropical/Salsa Airplay       | 17                 |
| États-Unis Billboard Rhythmic Top 40                    | 20                 |

| Année | Pays             | Position |
| ----- | ---------------- | -------- |
| 1999  | Australie        | 7        |
| 2000  | Australie        | 83       |
| 2000  | Royaume-Uni      | 31       |
| 2000  | Nouvelle-Zélande | 37       |